# Полет 440 на „Индиан Еърлайнс“
Полет 440 на „Индиан Еърлайнс“ е редовен вътрешен пътнически полет от летище Мадрас, Ченай, Тамил Наду, до международното летище Палам, Ню Делхи, Индия, управляван от „Индиан Еърлайнс“. На 31 май 1973 г. самолетът „Боинг 737-200“, който изпълнява полета, се разбива до летище Палам, след като преди това попада в прашна дъждовна буря и удря жици с високо напрежение по време на заход с видимост под минималната. 48 от 65-те пътници и екипаж на борда загиват при инцидента. Според спасителната служба оцелелите са в предната част на самолета, въпреки че един оцелял съобщава, че седи на задния ред.
Разследващите установяват, че катастрофата на самолета при полет 440 на „Индиан Еърлайнс“ е причинена от спускане на екипажа под минималната височина за вземане на решение.